# Johora
Johora is een geslacht van kreeftachtigen uit de klasse van de Malacostraca (hogere kreeftachtigen).

## Soorten
- Johora aipooae (P.K.L. Ng, 1986)
- Johora booliati Ng, 2020
- Johora counsilmani (P.K.L. Ng, 1985)
- Johora erici Ng, 2020
- Johora gapensis (Bott, 1966)
- Johora grallator P.K.L. Ng, 1988
- Johora gua Yeo, 2001
- Johora hoiseni P.K.L. Ng & Takeda, 1992
- Johora intermedia P.K.L. Ng, 1986
- Johora johorensis (J. Roux, 1936)
- Johora michaeli Ng, 2020
- Johora murphyi P.K.L. Ng, 1986
- Johora punicea (P.K.L. Ng, 1985)
- Johora singaporensis P.K.L. Ng, 1986
- Johora tahanensis (Bott, 1966)
- Johora thaiana Leelawathanagoon, Lheknim & P.K.L. Ng, 2005
- Johora thoi P.K.L. Ng, 1990
- Johora tiomanensis (P.K.L. Ng & L.W.H. Tan, 1984)